# Храм Михаила Архангела (Елец)
Храм Михаила Архангела — православный храм в городе Ельце.

## История
Деревянная церковь Михаила Архангела, в Ельце была построена в XVII—XVIII веках. Каменная церковь была построена в XVIII—XIX веках. Храм неоднократно перестраивался, и до нач. XXI века дошёл до нас в полуразрушенном состоянии. Храмовая часть церкви выстроена в русско-византийском стиле, колокольня Архангельского храма — в стиле раннего классицизма. С 2018 года началось активное восстановление храма. В настоящее время храм практически полностью восстановлен.